# Rembetiko (Film)
Rembetiko ist ein griechischer Musikfilm des Regisseurs Kostas Ferris aus dem Jahr 1983, dem es gelingt, das Wesen der Rembetiko-Musik anhand einer fiktiven Geschichte einer Rembetiko-Sängerin, begreiflich zu machen.

## Inhalt
Das kleinasiatische Smyrna (griech. Smírni), das heutige Izmir, bildete bis zum Griechisch-Türkischen Krieg (1919 bis 1922) und bis zu den Massakern in den Jahren 1919 und 1922 einen Schmelztiegel verschiedener Ethnien und Kulturen. Dort gab es eine Art „fahrende Sänger“, die von einer Taverne zur anderen zogen bzw. für eine gewisse Zeit ein Engagement annahmen und dann weiterzogen. Die Auftrittsorte waren eindeutig Männertreffpunkte und es herrschte in diesen Kneipen meistens ein rauerer Umgangston als im smyrnäischen Kaffeehaus. Nicht selten waren diese Tavernen auch ein Anziehungspunkt für gesellschaftliche Außenseiter, für Zuhälter und Kriminelle kleineren und größeren Kalibers. Vor allem die Zuhälter prägten mit ihrem extravaganten äußeren Erscheinungsbild jenes Ambiente, in dem musiziert wurde.
Adrianna, die Frau des Rebet-Sängers Panagi, bringt in einem Hinterzimmer eines Cafés die kleine Marika zur Welt, die in diesem Umfeld aufwächst. Nach dem Griechisch-Türkischen Krieg  zieht sie mit ihren Eltern von Smyrna nach Athen um. Sie erlebt einen ständig betrunkenen Vater, die Mutter hat aus Frust und Zweckmäßigkeit ein Verhältnis mit ihrem Chef, dem Kaffeehausbesitzer. Die Situation eskaliert, ihr Vater erschlägt vor den Augen der Kleinen die Mutter. Ihr weiteres Leben verläuft ebenso ereignisreich wie dramatisch.
Jahre später wird Marika mit dem wandernden Magier Juan durchbrennen und ein Kind mit ihm bekommen. Nach der Geburt des Kindes sieht der Zauberer Juan, dass seine Arbeit nicht ankommt, und beschließt, Griechenland in Richtung Amerika zu verlassen. Marika kehrt in ihr altes Viertel zurück, wo sie zusammen mit ihrem Jugendfreund und Geiger Giorgakis und dem Bouzouki-Star Bambi in Thomas' bekanntem Rebetadiko singen wird. Es sind schwierige Jahre, von der Zwischenkriegszeit über die deutsche Besatzung bis hin zur Befreiung und dem Bürgerkrieg, aber die hart erarbeitete und hartnäckige Marika schafft es, die größte Diva des Rebetiko-Gesangs zu werden, was in einer Reise nach Chicago gipfelt. Die Geschichte endet mit ihrer Rückkehr nach Athen und ihrem tragischen und einsamen Tod im Jahr 1955.
Der Film zeigt eindrucksvolle Musikstücke und eine nahegehende Schilderung der schwierigen Lebensumstände der vom Bevölkerungsaustausch zwischen Griechenland und der Türkei betroffenen Griechen. 
Es gibt Vermutungen, dass die Geschichte auf dem Leben von Marika Ninou basiert und Babis die Rolle von Vasilis Tsitsanis spielt. Allerdings gibt es eklatante Unterschiede zwischen dem Film und dem wahren Leben von Marika Ninou.
Marika Ninou begann erst nach dem Zweiten Weltkrieg zu singen. Sie ging zwar nach Amerika, aber nicht mit Vasilis Tsitsanis, sondern mit Kostas Kaplanis. Sie kehrte dann nach Griechenland zurück und starb an Krebs. Im Film wird ein Konflikt mit einer Sängerin namens Rosa (Roza Eskenazi?) erwähnt, aber ein solcher Vorfall ist nie dokumentiert worden.

## Trackliste
| Nr:. |  | Titel (Deutsch)                                                | Länge |
| 1    |  | Mana Mou Ellas (Hellas . Meine Mutter)                         | 9:45  |
| 2    |  | Ta Pedia Tis Amynas (Die Jungs Des Widerstandes)               | 4:16  |
| 3    |  | Stis Pikras Ta Xeronissia (In Den Wüsteninseln Der Bitterkeit) | 4:33  |
| 4    |  | Stou Thoma (Bei Thomas)                                        | 4:32  |
| 5    |  | Hasapiko "22" (Der Schlachtertanz)                             | 3:22  |
| 6    |  | Kegome-Kegome (Ich Verbrenne, Ich Verbrenne)                   | 5:02  |
| 7    |  | To Dihty (Das Netz)                                            | 5:27  |
| 8    |  | Bournovalia (Bournovalia)                                      | 4:12  |
| 9    |  | Stin Amfiali (In Amfiali)                                      | 5:05  |

## Auszeichnungen
- Im Jahr 1983 wurde der Film beim internationalen Film Festival Thessaloniki mit vier Preisen ausgezeichnet. Die Auszeichnungen umfassen die Kategorien "Bester Film", "Beste weibliche Hauptrolle", "Beste weibliche Nebenrolle" und einen Sonderpreis für die Musik. Sotiria Leonardou wurde für ihre Darstellung der Ninou mit dem Preis ausgezeichnet. Zudem wurde er mit einem Spezialpreis für die Musik von Stavros Xarhakos ausgezeichnet.

- 1984 gewann der Film den Silbernen Bären der Internationalen Filmfestspiele von Berlin. Außerdem war er für den Goldenen Bären nominiert.

- Im gleichen Jahr wurde dem Film beim Filmfestival von Valencia der Sonderpreis der Jury (Special Jury Award) verliehen.

- 1984 wurde dem Film beim Filmfestival von Alexandria der renommierte Große Preis (Grand Prix) verliehen.

- Im Jahr 2000 wurde er in der Internet Movie Database zum beliebtesten griechischen Film gewählt.

## DVD-Veröffentlichung
- Rembetiko, 2004 Special Edition, Sprache nur Griechisch im Gegensatz zur VHS-Kassette von 1984 die eine deutsche Tonspur hat. Die DVD ist mit 148 Minuten dafür deutlich länger als die VHS-Version (120 Minuten). Auf der DVD finden sich Untertitel in sechs Sprachen, darunter Deutsch und Türkisch. Athen: Victory Media, cop. 2004.